# Billardiera rubens
Billardiera rubens är en tvåhjärtbladig växtart som beskrevs av L.W.Cayzer, Crisp och I.Telford. Billardiera rubens ingår i släktet Billardiera och familjen Pittosporaceae. Inga underarter finns listade.